# Brasão da Bahia
O brasão da Bahia é o emblema heráldico e um dos símbolos oficias do estado brasileiro da Bahia. Está em uso oficial desde, ao menos, o ano de 1891. Houve uma versão inicial que foi modificada em meados do século XX, chegando então ao desenho vigente do brasão. Por sinal, este desenho apresenta personificações do trabalho/indústria e da república/liberdade e referências à colonização portuguesa do Brasil iniciada na Bahia (isto é, a "descoberta do Brasil" em 1500 por aquele país europeu) e às bandeiras nacional e estadual. Condizente às circunstâncias da Proclamação da República do Brasil, o desenho do brasão privilegiou representações eurocentradas, coloniais e da população branca, recebendo críticas por isso.
Para fins de equilíbrio na disputa, durante o período eleitoral, há uma série de restrições à publicidade institucional ao governo da Bahia. Nessas situações, a administração da época deixa de usar sua marca, frase e outros símbolos e adota apenas o brasão estadual, alterando inclusive sítios eletrônicos governamentais. O brasão de armas estadual está presente no fardamento escolar de estudantes da rede pública estadual desde o fim da década de 2000 e é elemento constitutivo dos escudos da Casa Militar do Governo do Estado da Bahia, da Assistência Militar do Tribunal de Justiça do Estado da Bahia (TJBA), da Assistência Militar da Assembleia Legislativa da Bahia (ALBA), da Assistência Militar do Tribunal de Contas do Estado da Bahia (TCE-BA), da Assistência Militar do Ministério Público do Estado da Bahia (MP-BA), da Assistência Militar da Prefeitura Municipal do Salvador (PMS), como também das bandeiras-insígnias dos cargos de Governador do Estado da Bahia e de Chefe da Casa Militar do Governo do Estado da Bahia.

## História

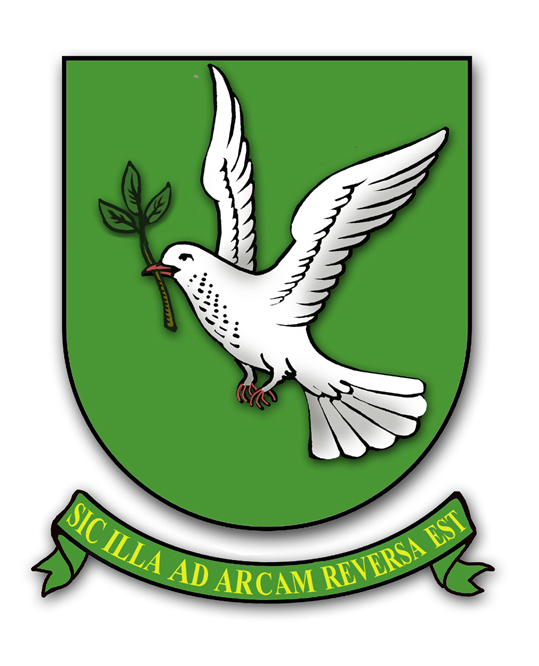
Brasão de 1549

Em 1549, foi concedido o primeiro brasão pela colonização portuguesa no país. Mais precisamente, foi outorgado por Dom João III à "cidade da Bahia" junto à sua fundação. Foi descrita como um campo verde com uma pomba branca cujo bico carrega um ramo de oliveira e o lema "Sic illa ad arcam reversa est" em letras douradas sobre listel branco. Noutra descrição, atribuída a Francisco Adolfo de Varnhagen, Visconde de Porto Seguro, referiu-se ao campo como azul. A partir disso, Clóvis Ribeiro, em Brazões e bandeiras do Brasil, de 1933, afirmou que a pomba era símbolo clássico da Bahia. Contudo, essa ave ficou restrita ao brasão e bandeira de Salvador, não aparecendo mais nos símbolos baianos.

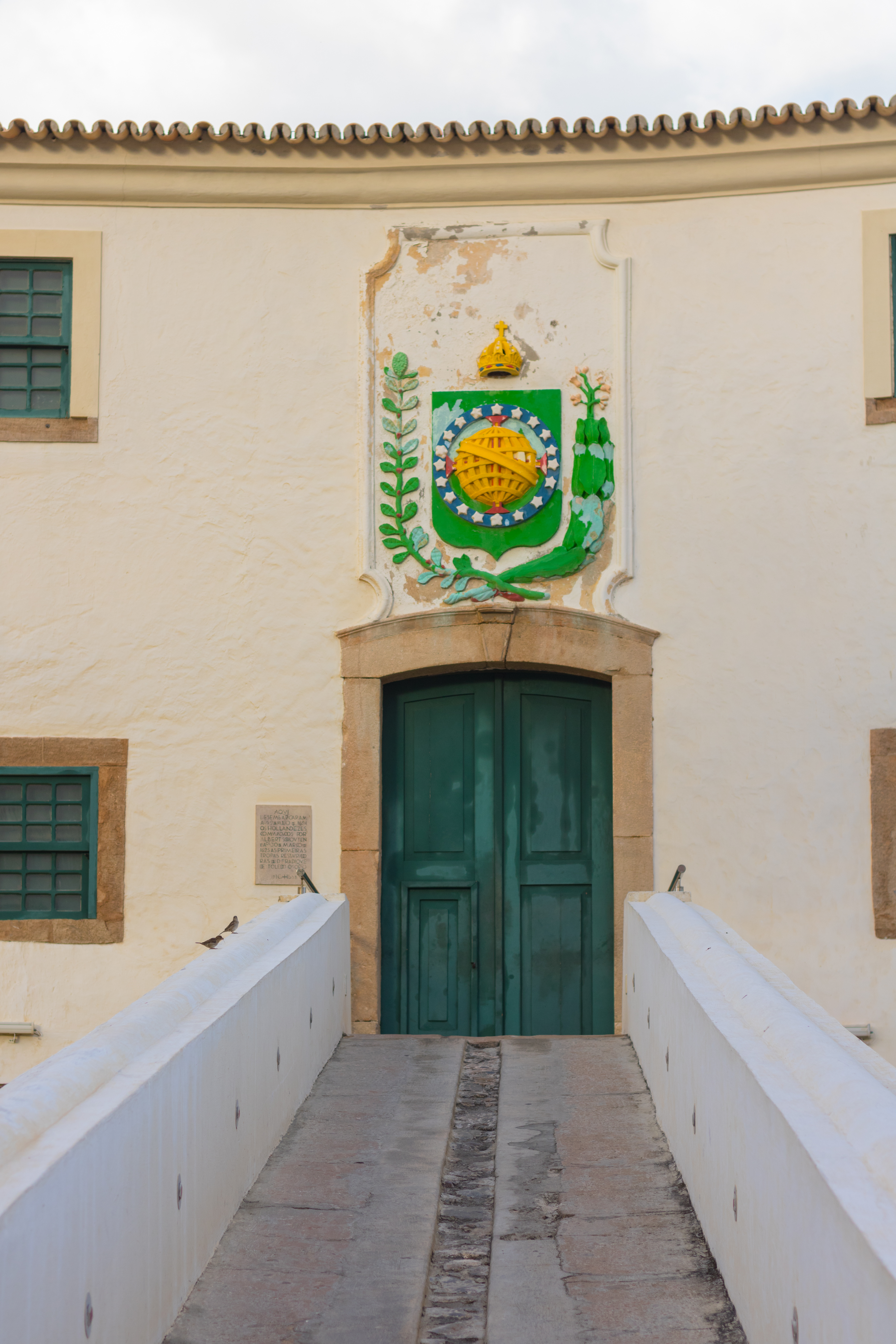
Armas do Império do Brasil entalhadas na entrada do Forte de Santa Maria, em Salvador

Durante o Império do Brasil (1822-1889), as províncias usavam as Armas Imperiais. Então, no fim do século XIX, com a proclamação da República federal, a Constituição brasileira de 1891 transformou as províncias em estados e possibilitou aos mesmos a adoção de símbolos próprios. Apesar disso, a primeira constituição baiana, de 1891, não mencionou qualquer símbolo representativo para o estado. Ainda assim, o brasão figurou impresso na coleção das leis estaduais de 1891, conforme apontou Ribeiro.
A Constituição do Estado da Bahia de 1935 estabeleceu dentre suas disposições gerais que "O Estado e os Municípios adotarão a bandeira, o hino, o escudo e as armas nacionais, sem prejuízo, porém, da faculdade de estes e aquele instituírem, por lei, escudo e insígnias próprias, para as coisas de seu domínio, uso e economia, respeitada a legislação federal sobre o assunto." Porém, a ditadura do Estado Novo (1937-1945), em nome de uma unidade nacional, vetou o uso de bandeiras estaduais, o que ficou em vigor até a revisão do assunto pelos constituintes e revogação com a promulgação da Constituição brasileira de 1946. Apesar disso, a constituição baiana de 1947 apenas previu como símbolos o hino e o brasão de armas em vigor até então. Assim, em algum momento depois de 1947, houve modificação do brasão a partir da adoção da bandeira da Bahia, ou seja, sua inclusão no brasão no lugar da bandeira nacional.
A Constituição Estadual de 1967 introduziu dentre suas disposições preliminares que "São símbolos do Estado a bandeira, as armas e o hino vigorantes na data da promulgação desta constituição, ou os que forem adotados em lei". Findada a ditadura militar brasileira (1964-1985), veio uma nova constituição para o país e para a Bahia. Em vigor desde então, a Constituição Estadual de 1989 definiu dentre suas disposições gerais apenas que "São símbolos do Estado a bandeira, o hino e as armas".

## Características
Como o brasão passou por modificações em meados do século XX, há dois desenhos dele. À época, seu desenho era composto de dois suportes personificadores do Trabalho e da República de mãos dadas (enlaçadas). Entre eles está o escudo com referência à Invasão Portuguesa em 1500 na região do Monte Pascoal, na medida em que apresenta a figura de um marinheiro na proa de uma embarcação a apontar para terra próxima. O escudo está timbrado por uma estrela aureolada encimada pela expressão "Estado da Bahia". E abaixo dele estão o lema "Per ardua surgo" em listel e mais abaixo "Brasil".
Outra descrição especifica um pouco mais o desenho inicial do brasão, embora apenas a base seja descrita da mesma forma. Então, de acordo com tal, no sentido para a direita, o marinheiro porta a bandeira do Brasil e está no convés da embarcação navegando sobre ondas do mar. No timbre está uma estrela radiante de cinco pontas e escrito "Estado da Bahia" em semicírculo. O suporte destro é um ferreiro com com martelo, bigorna e engrenagem, enquanto que o suporte sinistro é a alegoria personificada da liberdade vestida de azul e barrete frígio com balas de canhão aos seus pés e segurando a bandeira do Brasil com uma mão e a outra apertando a mão do suporte destro (o ferreiro).
A versão vigente das armas da Bahia constitui-se dos seguintes elementos heráldicos:
- Timbre com uma estrela aureolada, que simboliza o estado;
- Escudo azul cujo contrachefe apresenta um saveiro ao mar com a vela içada, em cuja proa um marujo acena com um lenço branco em direção à praia e ao Monte Pascoal — local do primeiro registro visual de terra pela esquadra do navegador português Pedro Álvares Cabral quando do Descobrimento do Brasil;
- Inscrições por cima do timbre, onde se lê "ESTADO DA BAHIA", por baixo do escudo sobre listel com o lema "Per ardua surgo" — que significa "Pela dificuldade venço" ou "vencer apesar das dificuldades" — e mais abaixo do listel a palavra "BRASIL";
- Tenentes, sendo, à esquerda, um homem seminu, com uma marreta, uma bigorna e uma roda, representando a indústria local ou o trabalho; e à direita, uma mulher com barrete frígio (alusivo à liberdade), carregando a bandeira da Bahia atrás do triângulo maçônico, representando a república ou a liberdade.